# Gladys Cherono
Gladys Cherono Kiprono, kenijska atletinja, * 12. maj 1983, Kenija.
Ni nastopila na poletnih olimpijskih igrah. Na svetovnih prvenstvih je v teku na 10000 m osvojila srebrno medaljo leta 2013, na afriških prvenstvih pa naslova prvakinje v teku na 5000 m in 10000 m leta 2012. Leta 2015 je osvojila Berlinski maraton.